# La papisa (novela)
La Papisa es una novela de la escritora estadounidense Donna Woolfolk Cross (1947-) del año 1996. La historia trata de la leyenda de la Papisa Juana (en el siglo IX). La mayor parte de la novela no obstante es fruto de la invención de la autora, y versa sobre una moderna y joven mujer, cuyo nivel cultural la obliga en una sociedad patriarcal a fingir toda su vida, pues se hace pasar por hombre. Una cadena de casualidades la lleva al final a ocupar la silla papal.
- Datos: Q370952